# Szo Hjangszun
Szo Hjangszun (hangul: 서향순, handzsa:  徐香順, RR: Seo Hyang-sun; 1967. július 8.–) dél-koreai íjász. Az 1984. évi nyári olimpiai játékokon aranyérmet szerzett egyéniben, mindössze 17 évesen. Dél-Korea első női olimpiai bajnoka volt.

## Élete
2004-ben az Egyesült Államokba költözött, Kaliforniában saját íjásziskolát vezet. Férje Pak Kjongho (Park Gyeong-ho) olimpikon cselgáncsozó, három gyermekük van, legidősebb lányuk, Pak Szongmin (박성민, Park Seong-min) profi golfozó.

## Olimpiai szereplése
| Versenyző                     | Versenyszám | 1. forduló | 1. forduló | 2. forduló | 2. forduló | Összesítés | Összesítés |
| Versenyző                     | Versenyszám | Pont       | Hely.      | Pont       | Hely.      | Pont       | Helyezés   |
| ----------------------------- | ----------- | ---------- | ---------- | ---------- | ---------- | ---------- | ---------- |
| Szo Hjangszun (Seo Hyang-Sun) | Női egyéni  | 1275       | 3.         | 1293       | 1.         | 2568       |            |